# Pfarrkirche Kainach bei Voitsberg

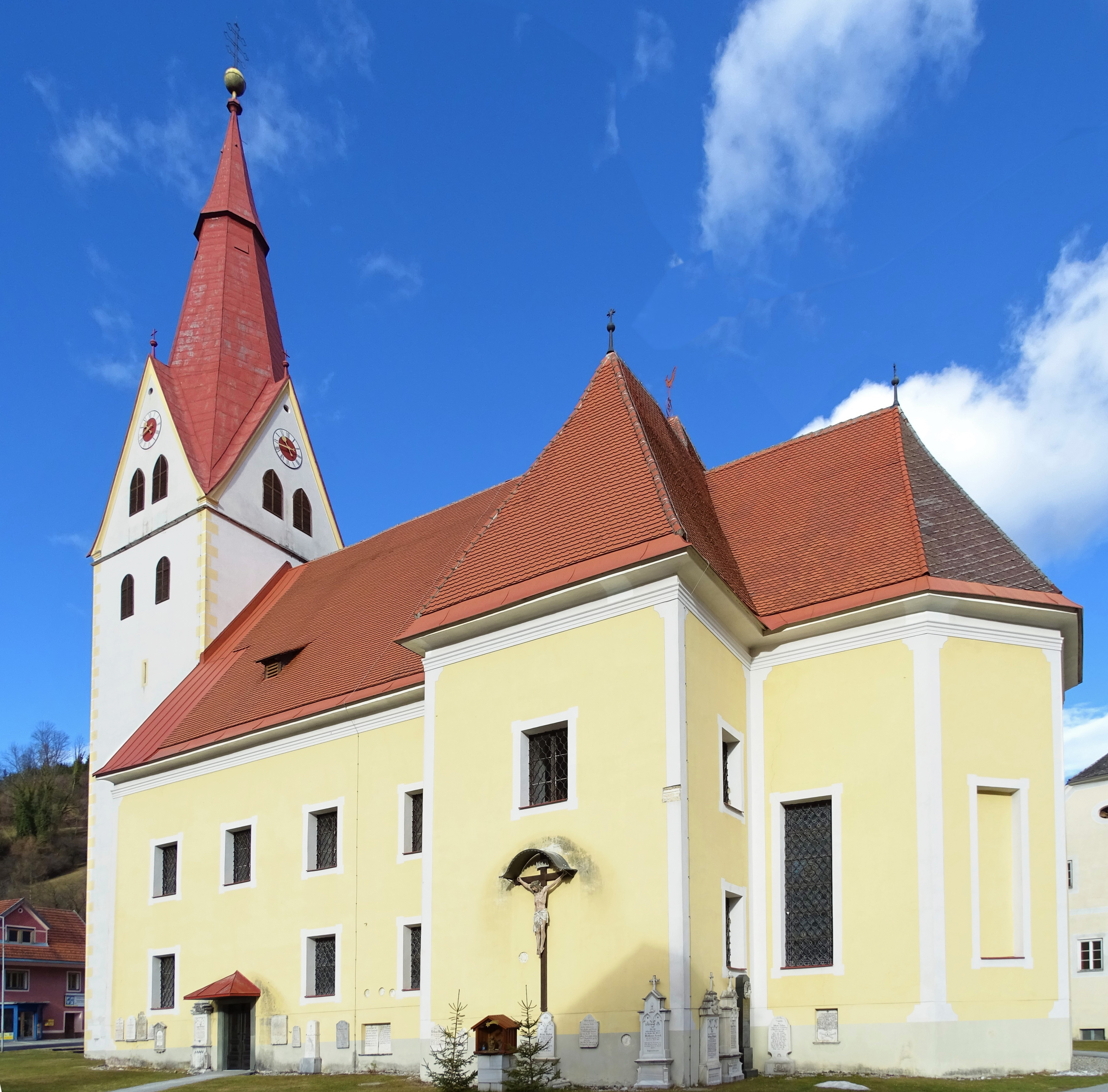
Blick von Süden auf die Pfarrkirche Kainach bei Voitsberg. Beim sichtbaren Anbau mit dem an der Außenwand angebrachten Kruzifix handelt es sich um die Seitenkapelle der Kirche.

Die Pfarrkirche Kainach bei Voitsberg, oft auch einfach Pfarrkirche Kainach genannt, ist die römisch-katholische Pfarrkirche der in der Gemeinde Kainach bei Voitsberg in der Weststeiermark gelegenen Pfarre Kainach. Die dem heiligen Georg gewidmete Kirche gehört zum Seelsorgeraum Voitsberg in der Diözese Graz-Seckau.
Die Ursprünge der Kirche dürften bis in das 11. Jahrhundert zurückreichen, als sie als Filiale der Mutterpfarre Piber und des Stiftes St. Lambrecht errichtet wurde. Erstmals urkundlich erwähnt ist sie allerdings erst im Jahr 1245 in einer Auflistung der Filialen von Piber. Im Laufe des 14. Jahrhunderts entwickelte sich Kainach zu einer eigenständigen Pfarre. Am Übergang vom 15. in das 16. Jahrhundert kam es zu einem Kirchenbrand, dessen genaues Ausmaß jedoch unbekannt ist. Im Laufe des 16. Jahrhunderts wurde die Kirche aus- und umgebaut, ob im Zuge des Brandes, ist nicht klar. In der ersten Hälfte des 18. Jahrhunderts wurde die bisherige Kirche durch einen Neubau, unter Einbeziehung von Resten des Vorgängerbaues, ersetzt. Nur der alte Kirchturm blieb erhalten. Im Zuge der josephinischen Reformen wurde das Stift St. Lambrecht, dem die Kirche bis dahin inkorporiert war, 1786 aufgelöst. Seit 1812 stellt die Diözese Graz-Seckau die Pfarrer in Kainach und von 1973 bis 2021 wurde die Pfarre von den Kreuzschwestern mitbetreut.
Die Pfarrkirche von Kainach ist eine barocke Emporen-Pfeilerkirche. Sie hat einen spätgotischen Kirchturm mit Spitzhelm, der im Westen über das Langhaus aufragt. Rund um die Kirche befinden sich zahlreiche Grabsteine, die teilweise in die Kirchenmauer eingelassen sind. Sie sind die Reste des 1900 aufgelassenen alten Friedhofes und stellen ein regionalgeschichtliches Zeitzeugnis dar. Alle Altäre der Kirche wurden im 18. Jahrhundert in der Werkstätte Balthasar Prandtstätters gefertigt. Eine Besonderheit ist die gemauerte Musikempore, in die am Wölbungsansatz auf Wunsch der Kainacher Sensenschmiede im 18. Jahrhundert eine hölzerne Empore, der sogenannte Schmiedenchor oder Schmiedenkotter, eingeschoben wurde.
Das gesamte Bauwerk steht zusammen mit den Resten des ehemaligen Friedhofes unter Denkmalschutz.

## Lage
Die Kirche steht zentral im Dorf Kainach bei Voitsberg, auf einer Seehöhe von rund 545 Metern, am westlichen Ufer der Kainach. Rund 100 Meter östlich der Kirche verläuft die L 341, die Kainacherstraße. Die von der L 341 abzweigende Dorfstraße führt direkt an der Kirche vorbei. Nordöstlich der Kirche befindet sich der Pfarrhof, der seine Adresse Kainach Nr. 1 mit der Pfarrkirche teilt. Der Friedhof der Pfarre liegt gut 400 Meter nördlich der Kirche an der L 341.

## Geschichte

### Ursprünge und die Mutterpfarre Piber
Das obere Kainachtal und damit auch die Gegend um die heutige Kirche und das Dorf Kainach waren Teil der 100 Huben Ackerland sowie weitere Wald- und Weidegebiete umfassenden Schenkung Kaisers Otto III. an den Markgrafen Adalbero von Eppenstein vom 13. April des Jahres 1000. Durch diese Schenkung gelangten etwa zwei Drittel der heutigen Fläche des Bezirkes Voitsberg in den Besitz der Eppensteiner, die dadurch ihre Besitzungen in der Obersteiermark mit ihrer bei Wildon gelegenen Hengistburg verbinden konnten. Das erste Siedlungszentrum im Schenkungsgebiet war der Ort Piber, der neben der sogenannten Biburg, einer Wehranlage, auch über eine Kirche verfügte. Dieser Kirche in Piber wurden 1063 im Rahmen eines Zehntvergleichs des Grafen Markwart IV. mit dem Erzbischof Gebhard von Salzburg die vollen Pfarrrechte verliehen, wodurch Piber zur Mutterpfarre des Bezirkes Voitsberg wurde. Der Pfarrsprengel von Piber umfasste damit auch das Gebiet von Kainach. Der letzte der Eppensteiner, Graf Heinrich III., schenkte 1103 die Pfarre Piber als Ausstattungsgut dem von seinem Vater Markwart IV. neu gegründeten Stift St. Lambrecht. Diese Schenkung wurde am 3. März 1170 von Kaiser Friedrich I. in Friesach bestätigt.
Das Stift St. Lambrecht förderte die Besiedlung im Pfarrgebiet von Piber durch Rodungen der Wälder, Gründung von Dörfern sowie den Bau von Burgen und Kirchen. So dürfte in Kainach bereits im 11. Jahrhundert durch das Stift St. Lambrecht und die Mutterpfarre Piber eine erste romanische Kirche errichtet worden sein.

### Von der Gründung der Kirche bis ins 17. Jahrhundert

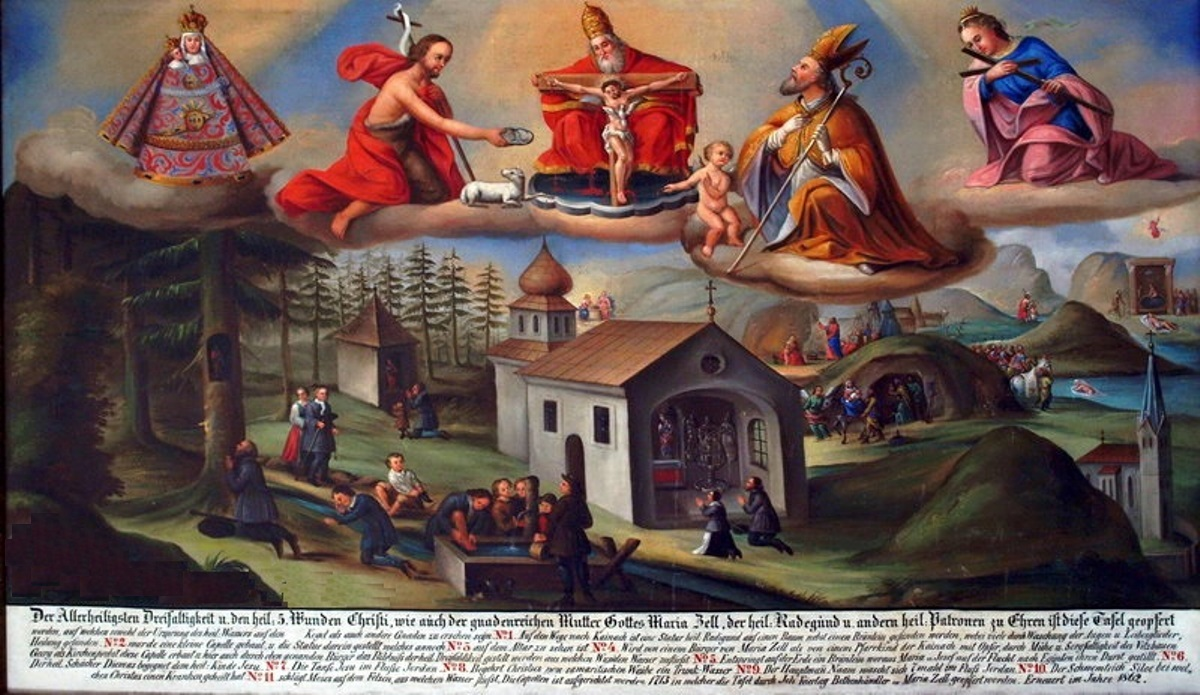
Dieses 1713 gemalte Bild hängt in der Filialkirche St. Radegund am heiligen Wasser und zeigt am rechten unteren Rand eine Kirche, bei der es sich vermutlich um die Kainacher Pfarrkirche vor ihrem Neubau im 18. Jahrhundert handelt.

Herzog Leopold VI. gewährte der Kirche Piber verschiedene Rechte, die der Landschreiber Witiko in einer Urkunde am 12. Jänner 1245 auflistete und bestätigte. In dieser Urkunde werden auch die damals neun Filialkirchen der Pfarre aufgezählt, darunter auch jene in Kainach. Diese Urkunde ist damit die erste schriftliche Erwähnung dieser Kirche, die zu jener Zeit auch das Tavernenrecht innehatte, womit neben der Kirche ein Gasthaus betrieben werden konnte. Auch das Patrozinium des heiligen Georg lässt auf eine frühe Kirchengründung schließen. Als Filiale wurden in der Kainacher Kirche von der Mutterpfarre in Piber aus Priester und Kapläne stationiert, die für die Seelsorge der örtlichen Bevölkerung zuständig waren. Im Laufe der Zeit entwickelten sich die Filialen aber immer mehr zu eigenständigen Pfarren mit abgegrenzten Einflussgebieten und auch eigenen Einnahmen. Der erste namentlich genannte Geistliche in Kainach war der 1321 erwähnte Vikar Wolffhart Khissegkher. Ein Pfarrhof wird erstmals 1391 genannt. Der erste bekannte Pfarrer von Kainach war der 1413 urkundlich belegte Heinrich, der später Pfarrer in Köflach und Meier von Piber wurde. Einer Überlieferung nach wurde 1422 ein neuer Kirchenbau fertiggestellt, von dem sich der Kirchturm bis in die Neuzeit erhalten hat.
Vermutlich gegen Ende des 15. oder zu Beginn des 16. Jahrhunderts kam es zu einem Brand der Kirche, von dem nur der Kirchturm verschont blieb. Der Kirchenbrand selbst wird nur in einem Visitationsprotokoll aus dem Jahr 1544 erwähnt, ohne aber anzugeben, wann er sich ereignete. Es gibt Berichte, wonach der Pfarrer Hans Mauerschwanger während seiner von 1504 bis 1531/32 dauernden Amtszeit mit dem Bau des Kirchturmes begann, der von Urban Gutmann, von 1533 bis 1557 Pfarrer, fortgesetzt wurde, ehe er unter Petrus Steindorfer, von 1574 bis 1585 Pfarrer, im Jahr 1587 fertiggestellt wurde. Im Jahr 2004 bei einer Innenrenovierung im Turm aufgefundene romanische und gotische Putzreste lassen jedoch darauf schließen, dass der Turm älter ist und zur damaligen Zeit nur um- und ausgebaut oder wiederhergestellt wurde. Ob diese Bauarbeiten in einem Zusammenhang mit dem Kirchenbrand stehen, ist unklar. Zur gleichen Zeit wie der Turm wurde auch die restliche Kirche um- und ausgebaut. Dasselbe Protokoll, das den Kirchenbrand nennt, gibt einen Überblick über das Kircheninventar aus jener Zeit, zu dem unter anderen vier vergoldete Kelche sowie acht gute bis beschädigte Ornate gehörten.
Durch eine Bluttat wurden 1602 sowohl die Kirche als auch der sie umgebende Friedhof entweiht. Eine Rekonziliation, eine Wiederherstellung der Weihe, erfolgte noch im selben Jahr durch Bischof Martin Brenner, der zugleich zwei neue Kirchenglocken einweihte. Brenner kritisierte 1608 die Handhabung der Beichte in Kainach, die öffentlich abgenommen wurde, und forderte die Aufstellung von Beichtstühlen. Bei seiner Visitation im Jahr 1641 bemängelte der Lambrechter Abt Benedikt Pierin das Fehlen einer Turmuhr sowie die teilweise zerrissenen Kirchenfahnen. Des Weiteren ordnete er die Entfernung der alten Kirchenstühle an, damit die im Boden der Kirche eingelassenen Grabsteine, die möglicherweise von Stiftern oder von Priestern stammten, besser sichtbar wären. Im selben Bericht werden auch zwei neu aufgestellte Altäre erwähnt. Eine neue Orgel wurde 1703 aufgestellt. Die Sakristei wurde zwischen 1707 und 1716 an das Langhaus angebaut. Ein großes, nicht mehr erhaltenes Bild des heiligen Christophorus an der Außenmauer über dem Kirchenportal war 1719 stark verwittert und wurde entweder restauriert oder übermalt.
Ein 1713 gemaltes Bild, das in der Filialkirche St. Radegund am heiligen Wasser hängt, zeigt neben der Gründungslegende der dortigen Kirche am rechten unteren Bildrand eine Kirche, die vermutlich die Pfarrkirche von Kainach zu Beginn des 18. Jahrhunderts und damit vor dem Neubau darstellt.

### Neubau der Kirche im 18. Jahrhundert
Zu Beginn des 18. Jahrhunderts, während der Amtszeit des Lambrechter Abtes Anton Stroz, wurde das im 16. Jahrhundert umgebaute Gotteshaus großteils abgetragen und zwischen 1722 und 1725 durch einen barocken Neubau unter Einbeziehung von Teilen der alten Kirche ersetzt. Dabei blieben nur der alte Kirchturm und die wenige Jahre zuvor errichtete Sakristei erhalten. Das Kirchenbuch aus der Zeit des Neubaus listet bei einer Taufe als Vater des getauften Kindes einen Architectorista, also einen Architekten oder Baumeister namens Jo(h)annes Joseph de Mäntzenberg auf, wobei unklar ist, ob er mit dem Neubau der Kirche zu tun hatte. Auch das Begräbnis des Bildhauergesellen Johann Grabmayr, Sohn des Bildhauers Andreas Grabmayr, der unter anderem die Kanzel in der Kirche von Mariazell fertigte, ist in den Kirchenbüchern aus dieser Zeit verzeichnet. Hier ist ebenfalls unklar, ob Grabmayr etwas mit der Baustelle zu tun hatte und, wenn ja, woran er arbeitete. Wahrscheinlich ist aber die Kanzel eine Arbeit Grabmayrs.
Der Großteil der Baukosten wurde vom Stift St. Lambrecht getragen, das damals das Patronatsrecht innehatte, allerdings traten auch die Kainacher Bürger Johann und Vitus Feiertag als große Förderer in Erscheinung. So spendete allein Johann Feiertag, der in Mariazell als Händler für Wallfahrtsandenken tätig war und bereits den Bau der Filialkirche St. Radegund am heiligen Wasser gefördert hatte, zwischen 1721 und 1724 insgesamt 2089 Gulden für den Neubau. Als Gegenleistung sollten dafür nach seinem Tod oder dem seiner Schwester Gertraud über 90 Jahre hinweg je zwei jährliche Messen für sie gelesen werden. Wie aus zwei aus den Jahren 1740 und 1751 stammenden Visitationsberichten hervorgeht, wurde bis dahin jedoch keine einzige der versprochenen Messen für die beiden Verstorbenen gelesen. Nachdem der Neubau fertiggestellt war und ein großer Teil der Inneneinrichtung wie etwa die Altäre und die Kanzel sich in der Kirche befanden, war am 29. Mai 1729 die Kirchweihe. Sie wurde auf Einladung des Lambrechter Abtes Kilian Werlein vom Seckauer Bischof Jakob Ernst von Liechtenstein-Kastelkorn vollzogen, der außerdem die vier Altäre der Kirche konsekrierte. In einem auf den 25. November 1741 datierten Vertrag beauftragte der damalige Pfarrer Karlmann Löfflerau den aus Köflach stammenden Tischlermeister Zacharias Stainacher mit der Umgestaltung und Verschönerung des Hochaltares.

### Zeit der josephinischen Reformen und das 19. Jahrhundert

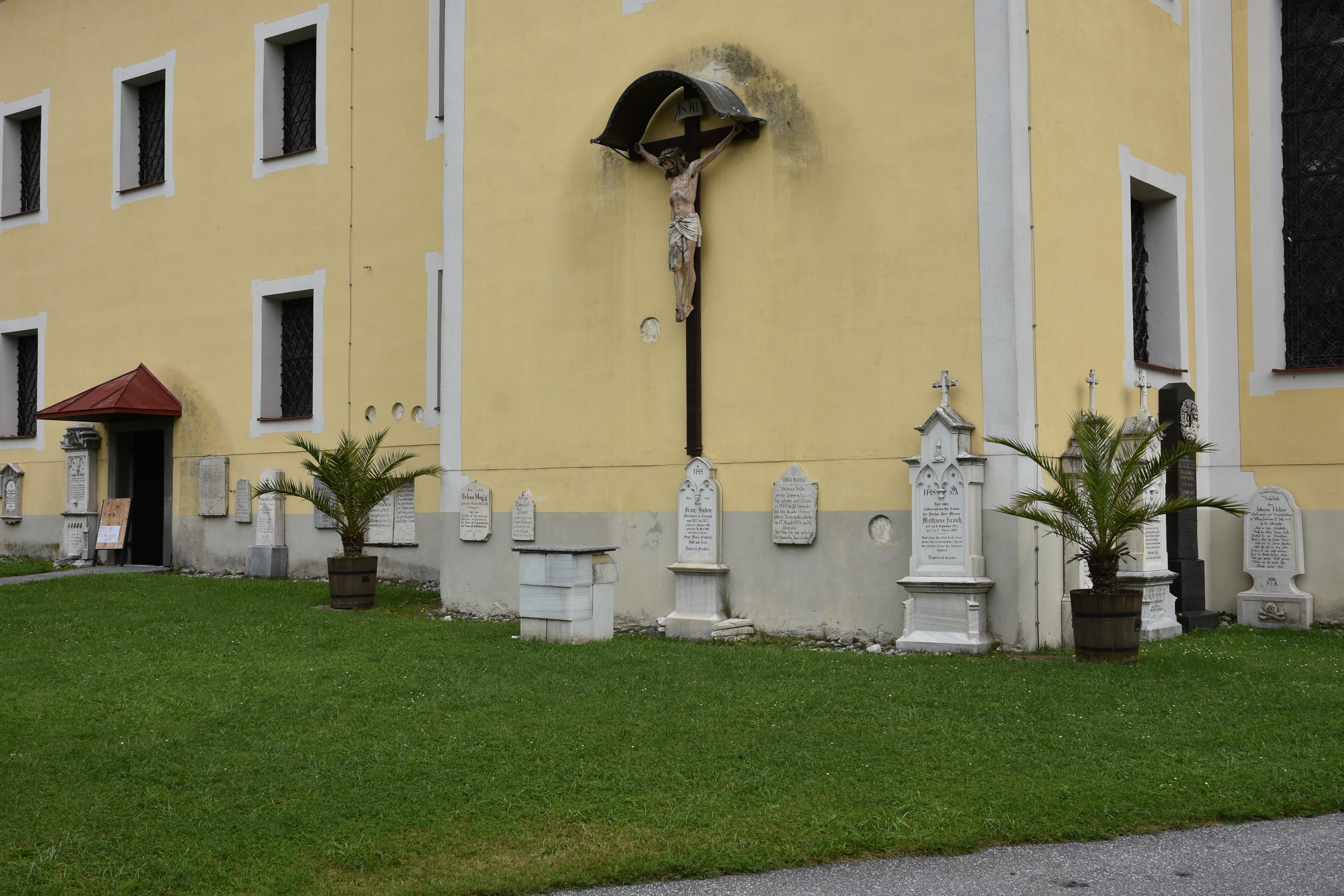
Rund um die Kirche erinnern zahlreiche Grabsteine an den bis 1900 hier befindlichen Friedhof

Im Zuge der von Kaiser Joseph II. durchgeführten, als Josephinismus bekannten Kirchenreformen wurden Prozessionen und andere Bräuche wie die als Fleischweihe bekannte Speisensegnung abgeschafft. Diese Reformen und Reglementierungen forderten, dass gesellschaftliche Gewohnheiten sich einer staatlichen und den Prinzipien des aufgeklärten Absolutismus folgenden Aufsicht zu unterstellen hatten. Klöster, die Joseph II. als Hort des Aberglaubens und des religiösen Fanatismus ansah, wurden aufgelöst, ein einfacherer Gottesdienst angeordnet, überflüssige Altäre in den Kirchen entfernt sowie als überzählig erachtete Kirchen profaniert und abgerissen. Auch das Stift St. Lambrecht, dem die Pfarrkirche bis dahin inkorporiert war, wurde im Zuge dieser Reformen am 4. Jänner 1786 aufgelöst. Kaiser Franz II. machte die Aufhebung des Stiftes 1802 zwar rückgängig, aber die Mutterpfarre und Herrschaft Piber und damit gleichzeitig die Pfarre Kainach wurden nicht mehr unter seine Schirmherrschaft gestellt. Der letzte Pater des Stiftes war aber noch bis 1812 in der Pfarre Kainach tätig, seine Nachfolge traten von der Diözese Graz-Seckau gestellte Priester an.
In den Jahren 1849/50 und 1890 fanden Restaurierungsarbeiten im Innenraum statt und 1893 wurde mit der Pflasterung der Kirche begonnen. Im 19. Jahrhundert wurde außerdem das bisherige Dach des Kirchturmes durch einen Spitzhelm ersetzt. Da der Friedhof rund um die Kirche überbelegt war, wurde 1896 mit der Parzellierung eines außerhalb des Dorfes gelegen neuen Friedhofes begonnen, der am 1. Jänner 1900 den bisherigen Friedhof ablöste.

### 20. Jahrhundert bis zur Gegenwart
Ein Sturm deckte im Frühjahr 1946 die über dem Hochaltar, der Sakristei und der Kreuzkapelle gelegene Dachfläche sowie die Dachfirste ab. Der Schaden konnte allerdings erst 1949 ausgebessert werden, als die nötigen Dachziegel im Tausch gegen eine Lieferung Holz zu bekommen waren. Im selben Jahr wurde die Orgel umgebaut. Im Rahmen der 1951 durchgeführten Elektrifizierung des Dorfes Kainach wurden auch die Kirche und der Pfarrhof an das örtliche Stromnetz angeschlossen. Ein weiterer Sturm zerstörte 1959 die Spitze des Kirchturmes, wobei das Kreuz und die Turmkugel heruntergerissen wurden. Unter der Mithilfe der Bevölkerung erfolgte 1967 eine Renovierung des Innenraumes sowie 1969 eine Modernisierung und Neueindeckung des Pfarrhofes.
Im Jahr 1973 kamen mit den Schwestern Chiara Wiltsche und Lima Gasperl auf Wunsch von Bischof Johann Weber zwei Kreuzschwestern nach Kainach, um die Pfarre zu betreuen. In den folgenden Jahrzehnten kam es zu umfangreichen Renovierungsarbeiten an der Kirche, die zu großen Teilen aus Eigenmitteln der Pfarre bezahlt wurden. So erfolgte bereits 1974/75 eine umfangreiche Außenrenovierung einschließlich Einbau einer neuen Turmuhr. Eine neu angeschaffte dritte Kirchenglocke wurde am 17. September 1978 geweiht. Die Kirchenfenster wurden 1980 restauriert und es wurden neue Kirchenbänke aufgestellt. Die Sanierung des Hochaltares erfolgte 1985.
Bei einer großen Innenrestaurierung im Jahr 2004 wurden im Kirchturm Putzreste aus der Romanik und der Gotik gefunden. Der Weihbischof Franz Lackner weihte am 17. Oktober 2004 den neuen Volksaltar. Die Kreuzschwester Chiara Wiltsche verließ die Pfarre Kainach 2011 aus gesundheitlichen Gründen.
Da die Altäre, die Kirchenbänke sowie das Chorgestühl von Holzwürmern befallen waren, wurde im August 2017 das gesamte Kircheninnere zur Bekämpfung des Schädlingsbefalles begast. Mit Lima Gasperl verließ die letzte der beiden in Kainach tätigen Kreuzschwestern die Pfarre im Jahr 2021.

## Architektur
Die barocke dreischiffige Emporen-Pfeilerkirche hat einen kreuzförmigen Grundriss und ist nach Osten ausgerichtet. Der kreuzförmige Grundriss entsteht durch die im Norden angebaute Sakristei und die im Süden angebaute Seitenkapelle. Die Kirche von Kainach ähnelt dabei in ihrer Architektur der in der gleichen Zeit errichteten und ebenfalls dem Stift St. Lambrecht unterstellten Filialkirche von Sankt Blasen, während in ihrem Grundriss eine Ähnlichkeit mit der Basilika von Mariazell besteht.

### Außenbeschreibung
Die Außenwände der Kirche sind einfach gehalten und werden durch gemalte Fensterrahmen und Ecklisenen gegliedert. Das Kirchenschiff sowie der Chor, die Seitenkapelle und die Sakristei haben ein mit Ziegeln gedecktes Walmdach. Dabei überragt das Dach des Kirchenschiffes das der Anbauten und hat auf seiner Südseite eine Dachgaube. Am Dachgrat, der über dem Übergang vom Langhaus zum Chor liegt, steht ein Wetterhahn. Auf den Dachgraten der Anbauten, also der Sakristei, der Seitenkapelle und des Chores befindet sich jeweils ein Kreuz auf einer Kugel. Durch je ein an der Nord- und der Südseite des Langhauses gelegenes Portal gelangt man in das Kircheninnere. Diese Seiten haben im Erdgeschoß jeweils drei einfache vergitterte Rechteckfenster. Auf Höhe der umlaufenden Empore sind es auf jeder Seite des Kirchenschiffes jeweils sieben einfache und vergitterte Rechteckfenster. Ebenso hat der Chor an seiner Nord- und Südseite je ein großes vergittertes Fenster. Im Chorschluss ist es ein Rundfenster direkt über dem Hochaltar. Die Seitenkapelle hat nur ein Fenster an der Ostseite, während die Sakristei über je ein Fenster im Norden, Süden und Westen verfügt.
Im Westen ist der mächtige spätgotische Kirchturm an das barocke Langhaus angebaut. Der in seiner heutigen Form 1587 fertiggestellte Kirchturm hat einen achtseitigen Spitzhelm, der in seiner heutigen Gestaltung aus den Jahren 1846 und 1895 stammt. Der mit Blech gedeckte Spitzhelm endet in einer Turmkugel mit einem darauf aufgesetzten Kreuz mit drei Querbalken. Die Spitzen der vier Giebelseiten des Helmes weisen als Zier eine Kugel mit darauf stehenden Kreuzen auf. An der südlichen Turmmauer befinden sich zwei gemalte Wappenschilde, von denen einer vermutlich das Hauszeichen eines Ruep Nusspaum zeigt. Dasselbe Zeichen findet sich an einem Gedenkstein für Ruep Nusspaum an der Pfarrkirche Stallhofen. In der Nische über dem Portal an der Westseite des Turmes steht eine Statue des heiligen Johannes Nepomuk aus dem späten 19. Jahrhundert, die 1975 aus dem Konvent der Grazer Kreuzschwestern hierher gebracht wurde. An der Südseite hat der Turm fünf, an der Ost- und Nordseite jeweils vier Lichtschlitze. Erst unter dem Dachgeschoß lassen an der Nord- und Südseite jeweils zwei und an der Ostseite ein Rundbogenfenster Licht in das Turminnere. In den Dreiecksgiebeln hat der Turm auf allen vier Seiten je zwei Rundbogenfenster und darüber ebenfalls auf jeder Seite ein Ziffernblatt der Turmuhr. Durch das Turmportal gelangt man in das sogenannte Turmhaus und weiter ins Langhaus. Die Wände des Turmes sind wie jene des Langhauses durch gemalte Fensterrahmungen und durch eine ebenfalls gemalte Eckquaderung gegliedert.
Rund um die Kirche und den Turm sind zahlreiche Grabsteine erhalten, die in die Mauer eingelassen wurden. Es sind die Reste des 1900 aufgelassenen alten Kirchhofes, der sich hier befand. Die ältesten der Grabsteine gehen bis in die Mitte des 18. Jahrhunderts zurück und erinnern zum Teil an die ehemaligen Mühlen, Schmieden, Sensen- und Eisenhammergewerke in dieser Gegend. Da die meisten Zeugnisse dieser Gewerbe mittlerweile verschwunden sind, sind die Grabsteine ein regionalgeschichtliches Zeitzeugnis. An der südlichen Außenwand der Seitenkapelle hängt ein Kruzifix. Im südöstlichen Eck des Kirchhofes steht das Kriegerdenkmal der Gemeinde Kainach zum Gedenken an die Gefallenen und Vermissten beider Weltkriege.

### Innenbeschreibung

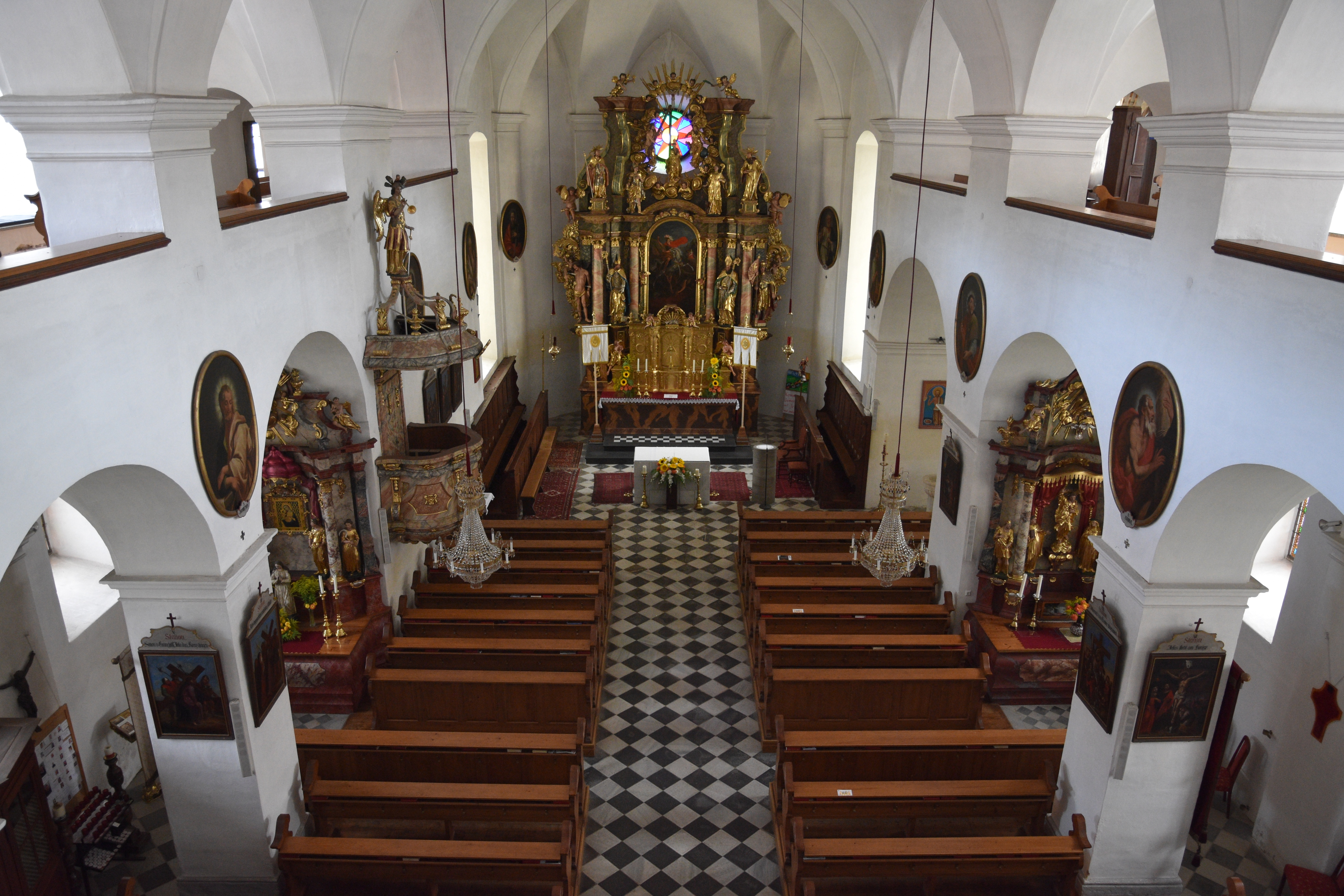
Blick von der Musikempore auf den Hochaltar, die beiden Seitenaltäre, die Kanzel sowie einen Teil des Langhauses.

Das dreischiffige und fünfjochige Langhaus wird von einem auf Gurtbögen ruhenden Kreuzgewölbe überspannt. Die Gurtbögen sitzen auf Wandpfeilern. Im westlichen Teil des Langhauses befindet sich eine gemauerte tonnengewölbte Musikempore, in die am Wölbungsansatz der Tonne vermutlich 1751 oder im dritten Viertel des 18. Jahrhunderts auf Bestreben der örtlichen Sensenschmiede unter Wolfgang Riedl eine Empore aus Holz, der sogenannte Schmiedenchor oder Schmiedenkotter, eingeschoben wurde.
Der einjochige Chor mit Dreiachtelschluss schließt übergangslos an das Langhaus an und ist ebenfalls kreuzgewölbt. Die Seitenschiffe liegen auf beiden Seiten des Langhauses unter umlaufenden Emporen. Im Westen des Langhauses führt auf jeder Seite eine Treppe zur Musikempore und zu den seitlichen Emporen. Zu der Empore im Norden führt außerdem eine Wendeltreppe aus der Sakristei hoch. Hinter der Musikempore und der Orgel führt eine Tür ins Innere des Kirchturmes. An das südliche Seitenschiff schließt sich am östlichen Joch eine Seitenkapelle mit dem Kreuzaltar an, während am östlichen Joch des nördlichen Seitenschiffes die Sakristei angebaut ist, die ursprünglich als weitere Seitenkapelle geplant war.

## Ausstattung

### Chorbereich
Die Altäre sowie die barocke Innenausstattung fertigte zwischen 1720 und 1760 die Judenburger Werkstätte des Balthasar Prandtstätter.
Der Hochaltar wurde zu Beginn des 18. Jahrhunderts errichtet, wobei die Mensa aus dem Jahr 1677 und der Altaraufsatz aus dem Jahr 1725 stammt. Die Statuen befanden sich ursprünglich in der Pfarrkirche Köflach und wurden später hierher verbracht. Der Köflacher Tischlermeister Zacharias Stainacher versah den Altar 1741 mit zwei neuen Säulen und Lisenen und dürfte auch den Altaraufsatz sowie das Tabernakel neu gestaltet haben. Das Altarblatt zeigt den heiligen Georg zu Pferde, wie er mit einem Speer den Drachen ersticht. Im Hintergrund der Szene ist die Königstochter aus der Georgslegende beim Beten zu sehen. Links vom Altarbild stehen zwei Figuren, die äußere stellt den von Pfeilen durchbohrten heiligen Sebastian dar, die andere den heiligen Martin im Gewand eines Bischofs. Zu Füßen der Martinsfigur ist in Anlehnung an die Legende des Heiligen eine Gans dargestellt. Rechts neben dem Altarbild stehen ebenfalls zwei Figuren. Die äußere zeigt den heiligen Florian im Gewand eines Herzogs, die andere den heiligen Nikolaus als Bischof. Mitten im Altaraufsatz ist Maria dargestellt, die nach ihrer Aufnahme in den Himmel von der Heiligen Dreifaltigkeit gekrönt wird. Links von dieser Szene stehen zwei Figuren der Heiligen Lambert und Donatus, rechts zwei Figuren der Heiligen Leonhard und Benedikt. Mit der Figur des heiligen Lambrecht wird ein Bezug zum Stift St. Lambrecht hergestellt, zu dem die Pfarrkirche bis ins 18. Jahrhundert gehörte. Das von zwei Engelsfiguren gerahmte, barock gestaltete Tabernakel des Hochaltares dürfte aus dem 19. Jahrhundert stammen. Auf dem Aufsatz des Tabernakels befindet sich eine Darstellung des Buches mit sieben Siegeln und dem darauf liegenden Lamm Gottes.
Am 17. Oktober 2004 wurden ein neuer Volksaltar und ein Ambo eingeweiht. Der Volksaltar wurde nach Plänen von Gustav Troger aus 14 Blöcken Kainacher Marmors, der aus dem Lehnhart-Bruch bei Kainach stammt, angefertigt. Für den ebenfalls nach Trogers Plänen gestalteten Ambo wurde Sandstein aus der Sunfixl-Höhle, einer alten Mine für Schleifsteine am Hemmerberg, verwendet. In der Kirche hängen zwei gläserne Hängeleuchter, einer davon aus dem Jahr 1853. Auf beiden Längsseiten des Chores steht jeweils ein einreihiges Chorgestühl.
Das Glas im Rundfenster über dem Hochaltar ist bunt gefärbt. Die beiden Bleiglasfenster an den Seiten des Chores sind mit farblichen Ornamenten und einer Darstellung des Herz Jesu gestaltet. Im Chor hängen vier von insgesamt zwölf ovalen, in der ersten Hälfte des 18. Jahrhunderts gemalten spätbarocken Bildern der zwölf Apostel. Diese Bilder kamen im Rahmen des Josephinismus aus dem von den Klosterschließungen betroffenen Stift St. Lambrecht nach Kainach.

### Langhaus
Im Langhaus stehen neben dem Hauptaltar zwei Seitenaltäre aus der Zeit nach 1750. Auf dem Marienaltar, dem linken der beiden Seitenaltäre, steht in der Mitte eine Kopie des Mariazeller Schatzkammerbildes, die an das Original angerührt worden ist. Links von dem Bild stehen zwei Figuren, die heilige Barbara mit einem Kelch und der Hostie in der Hand sowie die heilige Katharina mit einem Rad zu ihren Füßen. Rechts vom Altarbild stehen Figuren der heiligen Agatha mit zwei Brüsten in den Händen sowie der heiligen Notburga, die eine Sichel in der Hand hält. Im Auszug des Altares steht in der Mitte eine Figur der heiligen Ursula, die drei Pfeile hält. Auf dem rechten Seitenaltar, der in der Literatur auch als Katharinenaltar bezeichnet wird, steht in der Mitte eine Herz-Jesu-Statue. Um diese Statue sind links die Figuren des heiligen Oswald, der eine Krone auf dem Kopf trägt, und des in Mönchskutte dargestellten heiligen Dominikus gruppiert. Rechts stehen die Figuren des heiligen Pankratius und der heiligen Teresa von Ávila mit der Dornenkrone auf dem Kopf. Der Heilige Geist in Gestalt einer Taube und Gottvater im Altarauszug bilden zusammen mit der Jesusstatue die Heilige Dreifaltigkeit.
Die Kanzel stammt aus der Zeit um 1725 bis 1750, also aus der ersten Hälfte des 18. Jahrhunderts, und wurde vermutlich von Johann Grabmayr, Sohn des in Mariazell tätigen Bildhauers Andreas Grabmayr, gefertigt. Der Korb sowie der Schalldeckel sind teilweise mit Akanthusornamenten verziert. Auf dem Schalldeckel steht eine Statue des Erzengels Michael mit Schwert und Posaune. An der nördlichen Wand des Langhauses steht ein hölzerner Beichtstuhl.
Die Brüstung des unter der Musikempore eingeschobenen Schmiedenchores ist mit fünf Reliefs verziert. In der Mitte der Brüstung befindet sich ein an das Kaiserwappen angelehnter Doppeladler mit der Madonna und dem Schatzkammerbild von Mariazell. Der Adler mit einer Krone über den Köpfen hält ein Schwert sowie ein Zepter in seinen Krallen. Links neben dem Adler zeigen Reliefs den Erzengel Michael, der einen Schild mit der Inschrift „QVIS UT DEVS“ hält, der lateinischen Übersetzung seines Namens (dt. „Wer ist wie Gott“), sowie den heiligen Johannes Nepomuk, der, nach einer Legende, der Gemahlin des böhmischen Königs Wenzel IV. die Beichte abnimmt. Bei der dargestellten Gemahlin handelt es sich wahrscheinlich um Sophie von Bayern, nach einer anderen Legende möglicherweise aber auch um Johanna von Bayern. Auf der anderen Seite des Adlerreliefs sind der heilige Florian, der ein brennendes Haus löscht, sowie ein Schutzengel dargestellt, der über ein Kind wacht.
Die Bleiglasfenster auf beiden Längsseiten im Erdgeschoß des Langhauses sind mit Farbornamenten verziert, die zumindest teilweise 1894 von Ed. Stuhl in Graz geschaffen wurden. Die einfachen Fenster an den Aufgängen zur Empore sowie im Emporenbereich sind schmucklos. Die barocken Kreuzwegstationen an den Emporenpfeilern sind teilweise übermalt. Des Weiteren hängen im Langhaus acht der insgesamt zwölf ovalen Apostelbilder aus der ersten Hälfte des 18. Jahrhunderts. Gegenüber dem Marienaltar hängt ein im 19. Jahrhundert gemaltes Ölbild der heiligen Anna zusammen mit ihrer Tochter Maria. Dem Katharinenaltar gegenüber hängt ein ebenfalls im 19. Jahrhundert gemaltes Ölbild des heiligen Josef von Nazaret mit dem Jesuskind. Am linken Aufgang zur Orgel hängt ein Bild der Madonna mit Jesuskind und am rechten Aufgang das eines Schutzengels. An der Rückseite des Langhauses steht die Inschrift.:
Funditus erectum 1422: Von Grund auf neu errichtet

Rece(n)us aedificatum 1725: Wieder neu aufgebaut

Coloribus pictum 1890: Mit Farben bemalt

Renovatum 1967: Erneuert

#### Seitenkapelle

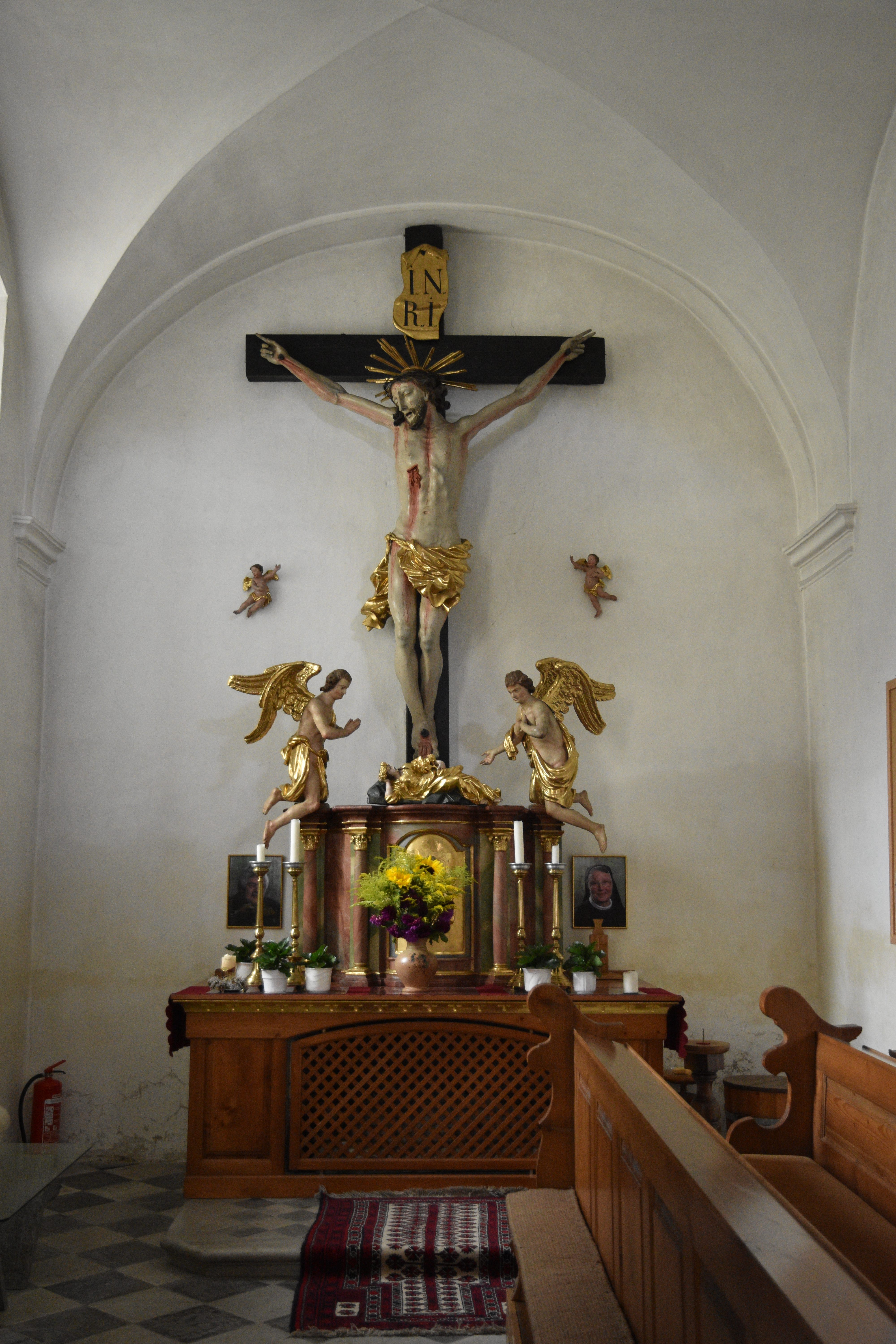
Der Kreuzaltar in der Seitenkapelle.

In der Seitenkapelle steht der dem heiligen Josef von Nazaret geweihte barocke Kreuzaltar. Auch dieser Altar wurde nach 1750 in der Werkstätte Prandtstätters gefertigt. Er trägt ein Kruzifix mit überlebensgroßem Korpus und ist mit Bildhauerarbeiten verziert. Das Kruzifix wird von vier Engelsfiguren gerahmt. Die zwei größeren Figuren sind direkt am Altar befestigt, während die beiden kleineren an der Wand hinter dem Altar angebracht sind. Auf dem Kreuzaltar steht ein Tabernakel mit einer aus der ersten Hälfte des 18. Jahrhunderts stammenden Darstellung der heiligen Rosalia. Auf der linken Seite des Kapellenraumes steht ein barockes Taufbecken, das sich durch eine Inschrift auf das Jahr 1623 datieren lässt. An der östlichen Wand beim Taufbecken hängt ein 2006 von Franz Weiss gemaltes Bild von Johannes dem Täufer. Das Fenster in der Seitenkapelle ist mit einfachen Farbornamenten verziert.

### Turmhaus
Das Turmhaus westlich des Langhauses ist das Erdgeschoß des Kirchturmes. Das Portal an der Westseite des Turmes führt in das Turmhaus. In diesem Raum hängen von Fred Höfler im Jahr 1978 gefertigte Holzreliefs. Die Reliefs an der südlichen Wand zeigen Szenen aus der Schöpfung, während die Reliefs an der Nordwand Szenen aus dem Leben Jesu Christi, wie seine Taufe, die Bergpredigt, die Fußwaschung, die Passion sowie die Auferstehung zeigen. Des Weiteren steht eine von dem Kainacher Künstler Hubert Murgg geschnitzte Figur der Heiligen Familie in diesem Raum. Diese Figur steht zur Weihnachtszeit in der Weihnachtskrippe von Kainach.

## Orgel
Eine erste Orgel mit einem Manual und acht Registern wurde 1703 aufgestellt und 1883 zur Pfarrkirche Salla überstellt. Als Ersatz für die alte Orgel wurde im selben Jahr die alte Orgel der Köflacher Pfarrkirche nach Kainach gebracht. Sie stammt von Andreas Schwarz aus dem Jahr 1721 und hat einen marmoriert bemalten, fünfachsigen Prospekt. Zwei hohe Rechteckfelder, die von einem gesprengten Giebel bekrönt werden, flankieren ein niedriges, dreiteiliges Feld, das ebenfalls einen gesprengten Giebel hat. Die Pfeifenfelder schließen nach oben mit vergoldetem, durchbrochenem Rankwerk ab.
Die Aufbauarbeiten in Kainach wurden 1883 von dem Orgelbauer Jakob Konrad durchgeführt, der die Orgel geringfügig umbaute und anpasste. 1949 und 1950 erfolgte ein technischer Neubau durch die Brüder Hopferwieser. Seitdem hat die Orgel zehn Register auf einem Manual und Pedal. Beim Umbau wurden die bisher verwendeten mechanischen Schleifladen durch pneumatische Kegelladen ersetzt, und der Tonumfang der Orgel wurde erweitert. Etwa 20 Prozent des Pfeifenbestands von 1721 sind erhalten. Eine Sanierung und Reinigung der Orgel führte 2005 Christian Hartinger durch.

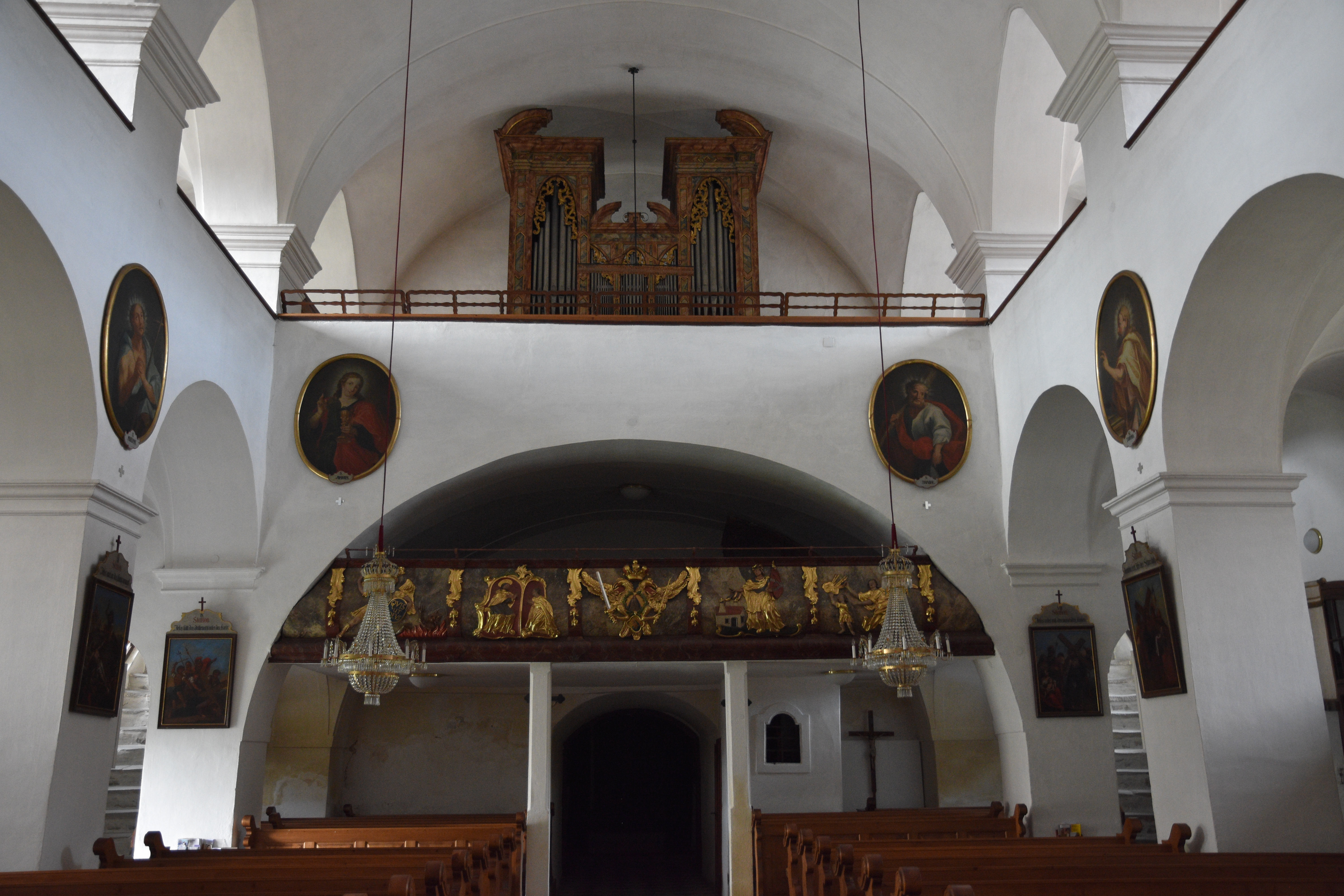
Blick aus Richtung des Hochaltars auf die Musikempore mit dem eingeschobenen Schmiedenchor. Unter dem Schmiedenchor liegt das Portal zum Turmhaus.

| Manual C–f3 |                |    |
| 1.          | Principal      | 8′ |
| 2.          | Salicional     | 8′ |
| 3.          | Bordun         | 8′ |
| 4.          | Copl           | 8′ |
| 5.          | Octav          | 4′ |
| 6.          | Flöte          | 4′ |
| 7.          | Superoctav     | 2′ |
| 8.          | Mixtur III–IV0 |    |

| Pedal C–f1 |              |     |
| 9.         | Subbass      | 16′ |
| 10.        | Gedecktbass0 | 8′  |

- Koppel: M/P
- Spielhilfen: Forte, Tutti

## Glocken
Im Kirchturm hängen drei Glocken. Zwei dieser Glocken wurden am 4. Oktober 1952 aufgezogen und vom Ordinariatskanzler Rosenberger geweiht. Die Weihe der dritten Glocke, der St.-Josefs-Glocke, erfolgte am 17. September 1978. Ältere Glocken haben sich nicht erhalten. Ein neues Geläut mit zumindest drei unterschiedlich großen Glocken war 1575 aufgezogen worden. Die große Glocke dieses Geläutes sprang 1790 und wurde 1832 von Johann Rauch in Graz umgegossen. Die 11-Uhr-Glocke, die mittlere der drei Glocken, wurde 1834 ebenfalls von Rauch umgegossen. Die drei Glocken dieses Geläutes waren den Heiligen Georg und Donatus sowie Maria geweiht. Die große Kirchenglocke musste im Zuge des Ersten Weltkrieges zusammen mit der Glocke der Neuhäuslkapelle im Oswaldgraben am 6. Oktober 1916 abgeliefert werden. Als Ersatz wurden am 17. Dezember 1922 zwei neue, von Krupp gegossene Glocken aufgezogen. Während des Zweiten Weltkrieges mussten am 28. Jänner 1942 auch die beiden größeren Glocken abgegeben werden.

## Pfarre
Der Pfarrsprengel der Pfarre Kainach unterstand ab dem 11. Jahrhundert als Filiale der Mutterpfarre Piber. Im Laufe des 14. Jahrhunderts wurde aber Kainach als Pfarre eigenständig und verfügte über ein abgegrenztes Gebiet. Die ältesten Kirchbücher, das Tauf- und Trauungsverzeichnis, stammen aus dem Jahr 1631, das Sterberegister lässt sich bis in das Jahr 1714 zurückverfolgen. Im 19. Jahrhundert unterstand die Pfarre dem Dekanat Köflach. Das Pfarrleben in Kainach litt stark während der Zeit des Nationalsozialismus und des Zweiten Weltkrieges. So wurde versucht das Pfarrleben völlig zum Erliegen zu bringen und es gab zahlreiche Kirchenaustritte. Der Widerstand des Kainacher Pfarrchores führte 1942 angeblich sogar zu einem gänzlichen Probeverbot in allen Pfarrhöfen des Reichsgaues Steiermark. Nach dem Ende des Zweiten Weltkrieges traten die meisten der ausgetretenen Personen wieder in die Kirche ein.
Der Umfang des Pfarrgebietes hat sich seit dem 14. Jahrhundert kaum verändert und deckt sich mit dem seit der steiermärkischen Gemeindestrukturreform im Jahr 2015 gültigen Gemeindegrenzen von Kainach bei Voitsberg. Der Sprengel umfasst neben der namensgebenden Ortschaft Kainach bei Voitsberg die Ortschaften Breitenbach, Gallmannsegg, Hadergasse, Hemmerberg, Kohlschwarz und Oswaldgraben. Zur Pfarre gehört neben der Pfarrkirche auch die ihr unterstellte, in der Mitte des 17. Jahrhunderts bei einer vermeintlich heilkräftigen Quelle errichtete Filialkirche St. Radegund am heiligen Wasser in Hadergasse. Zudem befindet sich bei Gallmannsegg eine dem heiligen Hubertus geweihte Messkapelle auf dem Gebiet der Pfarre.
Am Oswaldisonntag, um den 5. August, findet jedes Jahr eine Wallfahrt nach Graden statt. Über die Pfarrgrenzen hinaus ist der Kainacher Umgangssonntag im Juli bekannt, an dem eine Prozession gehalten wird.
Die Pfarre Kainach gehört zu einem Pfarrverband, dem auch die Pfarren Bärnbach und Salla angehören.

## Rezeption

### Sage
Es gibt eine Sage über die Pest, die mit dem ehemaligen Friedhof und damit indirekt mit der Kainacher Kirche, die der Friedhof umgab, in Verbindung steht und die unter anderem vom Walter Kainz in seinem Buch Volksdichtung aus dem Kainachtale im Jahr 1936 veröffentlicht wurde. Die jungen Leute von Kainach spazierten früher gern am Samstagabend auf den Pfarrerkogel, wo sich die Burschen und Mädels trafen. Eines Tages im Frühling saßen sie dort bei Gesang in einem Bauernhaus zusammen. Als sie aus dem Haus schauten, sahen sie, dass an allen Gräbern des Friedhofes Kerzen brannten. Sie erschraken und liefen sofort nach Hause. Einige Tage später hielt die Pest in Kainach Einzug und alle Leute, die zur Zusammenkunft am Pfarrerkogel beisammen waren, fielen der Seuche zum Opfer.

### Wappen

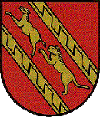
Das alte, bis 2015 gültige Wappen der Gemeinde Kainach bei Voitsberg. Das Rot und das Gold verweisen dabei auf den Märtyrertod des Pfarrpatrons Georg.
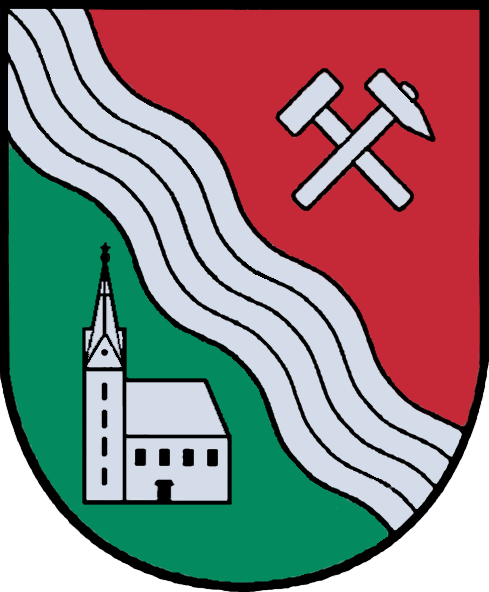
Das 2016 verliehene neue Gemeindewappen zeigt eine silberne Kirche, wobei es sich um die Pfarrkirche handelt.

Das am 10. Juni 1991 verliehene und von Heinrich Purkarthofer entworfene Gemeindewappen, das bis zur Zusammenlegung von Kainach bei Voitsberg mit anderen Gemeinden im Rahmen der steiermärkischen Gemeindestrukturreform am 1. Jänner 2015 Gültigkeit hatte, nimmt indirekt Bezug auf die Pfarrkirche von Kainach. Die Blasonierung lautet: „In Rot schrägrechts golden ein springender Löwe ein flüchtendes Fohlen verfolgend, beseitet von je einem goldenen Schrägrechtsbalken, darin Schrägzinnen in Schattenfarbe.“ Die Farben, das Gold des Himmels sowie das Rot des Blutes, stehen dabei für den Märtyrer Georg, den Pfarrpatron.
Das am 20. März 2016 verliehene neue Gemeindewappen nimmt einen direkteren Bezug und zeigt eine Kirche, die für die Pfarrkirche steht. Die Blasonierung dieses Wappens lautet: „Im von einem schrägrechten silbernen, schwarz gefluteten Wellenbalken geteilten Schild oben in Rot silbern gekreuzt Schlägel und Eisen, unten in Grün eine silberne Kirche, deren rechtsgestellter spitzbehelmter Turm samt aufgestecktem Kreuz mit vier schwarz durchbrochenen hochrechteckigen Fenstern übereinander, das Langhaus mit je schwarz durchbrochener Pforte und vier rechteckigen Fenstern darüber.“